# 九龍巴士273B線
九龍巴士273B線是香港新界上水的一條日間循環巴士線，來往清河邨及上水站。

## 歷史
為配合御皇庭及清河邨第3期分別於2005年9月及2007年5月入伙引致增加的交通需求，九巴在2006年初向北區區議會公佈2006-2007巴士路線發展計劃時建議開辦本線，以接載清河邨及御皇庭居民前往上水站，建議獲區議會支持後，該線於2006年7月16日投入服務，來往清河邨及上水站（循環線），而清河邨的名稱則是其中3座在2007年落成後才改的。
與鐵路之轉乘優惠
港鐵由2009年6月13日起，與本路線提供接駁上水站的八達通轉乘優惠，是首條九巴路線（九巴營運的港鐵接駁巴士除外）提供東鐵綫的轉乘優惠，同時是自2005年6月1日多條九巴路線與西鐵綫的轉乘優惠取消及兩鐵合併後，九巴與港鐵首次聯合推出的轉乘優惠，該優惠已於2010年7月11日起結束。
2012年12月17日：往清河邨方向於新運路近掃管埔村增設分站。
2015年12月31日：增設到站時間預報。

## 服務時間及班次
| 清河邨開             | 清河邨開    | 清河邨開     |
| 日期                 | 服務時間    | 班次（分鐘） |
| -------------------- | ----------- | ------------ |
| 星期一至五           | 05:30-23:40 | 5-8          |
| 星期一至五           | 23:40-00:30 | 10           |
| 星期六、日及公眾假期 | 05:30-00:00 | 5-8          |
| 星期六、日及公眾假期 | 00:00-00:30 | 10           |

## 收費
全程：$4.0
| - 本線設有12歲以下小童及65歲或以上長者半價優惠。 - 65歲或以上香港居民使用「樂悠咭」，以及12歲以下合資格殘疾兒童使用「殘疾人士身份」個人八達通繳付車資，均可享有每程$2.0或半價（以較低者為準）的票價優惠；12至64歲合資格殘疾人士使用「殘疾人士身份」個人八達通（包括「樂悠咭」），以及60至64歲香港居民使用「樂悠咭」繳付車資，均可享有每程$2.0或全費（以較低者為準）的票價優惠。 - 65歲或以上長者如使用長者或一般個人八達通繳付車資，則只可享有半價優惠；12至64歲合資格殘疾人士如不使用「殘疾人士身份」個人八達通，以及60至64歲人士如不使用「樂悠咭」繳付車資，必須繳付全費。 - 乘客可以現金或八達通於上車時付款，不設找續。 - 每位成人乘客可免費攜帶最多兩名4歲以下而不佔座位的兒童乘客乘車，超額之4歲以下小童必須繳付小童車費乘車。 - 持有「九巴月票」之乘客在車票有效期內，每日可享最多10程任何九龍巴士及龍運巴士路線（包括本路線，以及聯營路線的九龍巴士／龍運巴士提供的班次；惟乘搭機場「A」及「NA」線則可享原價二七折優惠（不會計算每天10次合資格車程））；而B1線則每日可享最多各2程（不會計算每天10次合資格車程）。 - 九龍巴士、城巴、龍運巴士及陽光巴士全職員工及家屬（不包括外判職員）可免費乘搭本路線，惟必須拍職員或職員家屬八達通。 - 乘客亦可透過多元化電子支付系統（e度嘟）繳付車資，包括使用非接觸式VISA卡、JCB卡、萬事達卡、銀聯卡、美國運通、大來國際、Discover Card、Apple Pay、Google Pay、Samsung Pay、AlipayHK「易乘碼」、支付寶、WeChatHK／微信支付「搭車碼」、銀聯雲閃付「乘車碼」及BOC Pay「乘車碼」。乘客使用此付款方式，使用此支付方式的乘客可享有中途下車之分段收費，以及與其他九巴／龍運獨營路線或聯營線九巴／龍運班次之轉乘優惠，惟不適用於與非九巴／龍運路線之轉乘優惠，亦不能享有「公共交通費用補貼計劃」及「長者及合資格殘疾人士公共交通票價優惠計劃」。 |

### 八達通轉乘優惠
乘客登上本線後150分鐘內以同一張八達通卡轉乘以下路線，或從以下路線登車後150分鐘內以同一張八達通卡轉乘本線，次程可獲車資折扣優惠：
273B←→270A、270B、270P，次程可獲$4.2折扣優惠
- 273B往上水站 → 270A、270B或270P往九龍
- 270A或270B往上水 → 273B往清河邨

273B←→261(P)、276(P)、276A/B、T270、T277、277X、277E/P、278X/A/P、279X、373、673及978系列，次程可獲$4.0折扣優惠
273B←→A43，次程可獲$1折扣優惠
- 273B往上水站 → A43往機場
- A43往粉嶺 → 273B往清河邨

## 使用車輛
初時本線共有4輛三菱Fuso MK117J/217J巴士全日行走，其中1輛只於繁忙時間服務；隨著本線客量上升，現時已經加派雙層巴士行走。
2010年2月7日起本線其中1輛三菱單層巴士被調走，改派1輛全新落地的第二代12米斯堪尼亞K230UB單層低地台空調巴士，為本路線首次引入低地台巴士。2010年7月9日起該巴士與273號線的一部富豪B7RLE單層低地台空調巴士互調字軌，初期單層低地台巴士只於繁忙時間服務，2010年10月1日起改為全日服務。
現時本線用車包括2輛富豪超級奧林比安 12米（AVW）及1輛亞歷山大丹尼士Enviro 500 MMC 12米（E5T）雙層巴士及2輛斯堪尼亞K230UB 12米（ASC）單層巴士，均屬上水車廠。
| 車隊編號 | 車牌   |
| -------- | ------ |
| AVW26    | LL3708 |
| AVW34    | LL4132 |
| ASC26    | PB7333 |
| ASC29    | PB8189 |
| E5T15    | TJ5721 |

## 行車路線

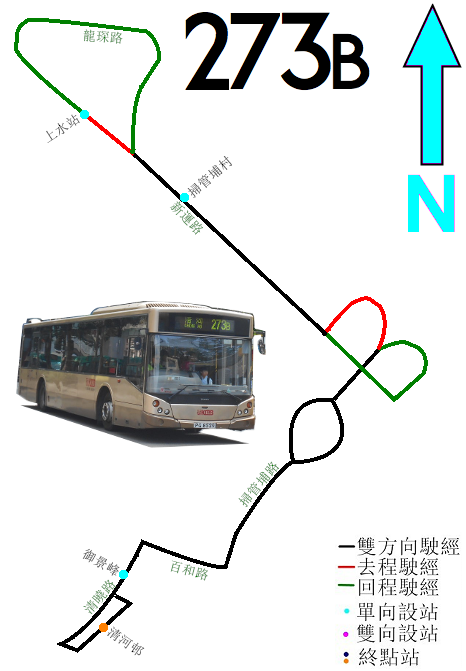
273B線的走線圖

經：清曉路、百和路、掃管埔路、雞嶺迴旋處、掃管埔路、新運路、龍琛路、龍運街、新運路、掃管埔路、雞嶺迴旋處、掃管埔路、百和路及清曉路。

### 沿線車站
| 清河邨開 | 清河邨開       | 清河邨開             |
| 序號     | 車站名稱       | 位置                 |
| -------- | -------------- | -------------------- |
| 1        | 清河邨巴士總站 | 清河邨公共運輸交匯處 |
| 2        | 御景峰         | 清曉路               |
| 3        | 上水站         | 新運路               |
| 4        | 掃管埔村       | 新運路               |
| 5        | 清河邨巴士總站 | 清河邨公共運輸交匯處 |

## 客流及客量
本線初時主要服務於2005年9月份啟用的御皇庭之居民來往上水站轉乘東鐵為主，每班巴士的客量亦約為在10人左右。初時由於清河邨的建築工程出現延誤，加上鄰近只有一個單幢樓（顯峯），而且受到273A線以直接途徑直達上水站，對本線造成競爭，導致本線客量偏低；到清河邨第三期2007年5月入伙後，客量才有些微改善。
因應清河邨第一及第二期於2008年5月至8月期間入伙，九巴陸續增派6輛巴士行走273B線，使服務本線的巴士增至10輛。連同附近人口增加，本線客量大幅提升，繁忙時間大多班次都滿座，繁忙時間的班次亦可增至每2-3分鐘一班。

## 外部連結
- 九巴273B線官方網站路線資料 （页面存档备份，存于）